# Ливоища
Ливоища или понякога книжовно Ливовища или Лиховища (произнасяно Льоишча, на македонска литературна норма: Ливоишта) е село в община Охрид на Северна Македония.

## География
Селото е разположено на 13 километра северно от град Охрид.

## История
В „Етнография на вилаетите Адрианопол, Монастир и Салоника“, издадена в Константинопол в 1878 година и отразяваща статистиката на населението от 1873 година Лихоища (Lihoïschta) е посочено като село с 35 домакинства с 86 жители българи.
Според статистиката на Васил Кънчов („Македония. Етнография и статистика“) от 1900 година Ливоища (Лйоишча) е населявано от 40 жители, всички българи християни.
На Етнографската карта на Битолския вилает на Картографския институт в София от 1901 година Лиойща е чисто българско село в Охридската каза на Битолския санджак с 5 къщи.
В началото на XX век цялото население на селото е под върховенството на Българската екзархия. По данни на секретаря на екзархията Димитър Мишев („La Macédoine et sa Population Chrétienne“) в 1905 година в Лиоища има 40 българи екзархисти.
В 1970 година е поставен темелният камък, а в 1974 година митрополит Методий Дебърско-Кичевски освещава църквата „Свети Наум Охридски“.
Според преброяването от 2002 година селото има 178 жители северномакедонци.
| Националност     | Всичко |
| северномакедонци | 178    |
| албанци          | 0      |
| турци            | 0      |
| роми             | 0      |
| власи            | 0      |
| сърби            | 0      |
| бошняци          | 0      |
| други            | 0      |